# 나이트 인 로댄스
《나이트 인 로댄스》(영어: Nights in Rodanthe)는 미국과 오스트레일리아에서 제작된 조지 C. 울프 감독의 2008년 로맨틱 드라마 영화이다. 다이앤 레인, 리처드 기어 등이 출연하였고, 데니즈 디노비 등이 제작에 참여하였다.

## 줄거리
에이드리엔은 불륜한 남편 잭과 이혼 절차를 밟고 있다. 잭이 재결합 의사를 비친 가운데 에이드리엔은 친구 진이 운영하는 노스캐롤라이나주 로댄시 베드 앤드 브렉퍼스트를 며칠 대신 돌보게 된다.
해변에 위치해 만조 때 일부가 파도에 잠기는 이 여관의 주말 손님은 외과의 폴 뿐이다. 폴은 수술 결과 환자가 사망해 유족으로부터 불법 사망 소송을 당했으며, 유족을 만나 얘기하기 위해 이곳에 왔다. 좌절감에 찬 폴은 에이드리엔에게 퉁명스런 태도를 취하고 죽은 환자의 남편에게도 자기 변호로만 일관한다.
폭풍이 닥치자 에이드리엔과 폴은 여관을 지키기 위해 힘을 합치고, 서로 사연을 털어놓으며 위안을 받는다. 폴은 에이드리엔의 지적을 수용하고 다시 환자 남편을 만났을 때 그를 진심으로 위로하며 일을 잘 마무리 짓는다. 또한 직업을 우선시한 대가로 사이가 소원한 아들 마크를 만나기 위해 마크가 의료 봉사 중인 에콰도르 빈곤 지역으로 향한다. 폴과 에이드리엔은 그 사이 편지를 여러 번 교환한다.
그러나 다시 만나기로 한 날 저녁에 폴은 모습을 드러내지 않는데...

## 출연
- 다이앤 레인 - 에이드리엔 윌리스 역
- 리처드 기어 - 폴 플래너 의사 역
- 제임스 프랭코 - 마크 플래너 의사 역
- 스콧 글렌 - 로버트 토럴슨 역
- 크리스토퍼 멀로니 - 잭 윌리스 역
- 캐럴린 매코믹 - 제니 역
- 바이올라 데이비스 - 진 역
- 파블로 슈라이버 - 찰리 토럴슨 역
- 메이 휘트먼 - 어맨다 윌리스 역
- 찰리 테이핸 - 대니 윌리스 역

## 기타 제작진
- 배역: 리사 메이 핀캐넌, 린 크레슬
- 미술: 퍼트리치아 본브랜던스타인
- 세트: 제임스 에드워드 페럴 주니어
- 의상: 빅토리아 패럴